# 海技士 (機関)
海技士 (機関)（かいぎし）（きかん）は、海技従事者国家資格のうちの1つ。国土交通省管轄。
機関部船舶職員（機関長や機関士）として船舶に乗り組むために必要な資格である。
1級 - 6級、機関当直3級、内燃機関2級 - 6級に分かれており、それぞれの免許において、乗り組める船舶の航行区域と推進機関出力、及び船舶職員の階級が規定されている。（海技士の項を参照）。
国家試験は年4回程実施される（実施は国土交通省）。試験は、筆記試験と口述試験からなる学科試験および身体検査があり、年齢制限（取得は18歳以上）はないが一定の乗船経歴が必要になる。ただし、学科試験のうち筆記試験については基本的に乗船履歴が無くても受験できる。乗船経歴については海技従事者を参照のこと。資格取得に必要な身体的条件（健康状態）は小型船舶操縦士に比べてかなり厳しく、現役の機関長や機関士であってもそれをクリアできなければ機関点検、修理をすることができなくなる。

## 試験科目
1級
- 筆記試験

1. 機関知識
2. 電気工学
3. 甲板機械
4. 製図
5. 熱力学
6. 英語

- 口述試験

1. 機関知識
2. 電気工学
3. 甲板機械
4. 製図
5. 熱力学
6. 英語

- 身体検査

1. 視力、聴力、疾患の有無

2級
- 筆記試験

1. 機関知識
2. 電気工学
3. 甲板機械
4. 製図
5. 熱力学
6. 英語

- 口述試験

1. 機関知識
2. 電気工学
3. 甲板機械
4. 製図
5. 熱力学
6. 英語

- 身体検査

1. 視力、聴力、疾患の有無

3級
- 筆記試験

1. 機関知識
2. 電気工学
3. 甲板機械
4. 製図
5. 熱力学
6. 英語

- 口述試験

1. 機関知識
2. 電気工学
3. 甲板機械
4. 製図
5. 熱力学
6. 英語

- 身体検査

1. 視力、聴力、疾患の有無

4級
- 筆記試験

1. 機関知識
2. 電気工学
3. 甲板機械
4. 製図
5. 熱力学
6. 英語

- 口述試験

1. 機関知識
2. 電気工学
3. 甲板機械
4. 製図
5. 熱力学
6. 英語

- 身体検査

1. 視力、聴力、疾患の有無

5級
- 筆記試験

1. 機関知識
2. 電気工学
3. 甲板機械
4. 製図
5. 熱力学
6. 英語

- 口述試験

1. 機関知識
2. 電気工学
3. 甲板機械
4. 製図
5. 熱力学
6. 英語

- 身体検査

1. 視力、聴力、疾患の有無

6級
- 筆記試験

1. 機関知識
2. 電気工学
3. 甲板機械
4. 製図
5. 熱力学
6. 英語

- 口述試験

1. 機関知識
2. 電気工学
3. 甲板機械
4. 製図
5. 熱力学
6. 英語

- 身体検査

1. 視力、聴力、疾患の有無

機関当直3級
- 筆記試験

1. 機関知識
2. 電気工学
3. 甲板機械
4. 製図
5. 熱力学
6. 英語
7. 緊急時の知識

- 口述試験

1. 機関知識
2. 電気工学
3. 甲板機械
4. 製図
5. 熱力学
6. 英語
7. 緊急時の知識

- 身体検査

1. 視力、聴力、疾患の有無

内燃機関2級
- 筆記試験

1. 機関知識
2. 電気工学
3. 甲板機械
4. 製図
5. 熱力学
6. 英語
7. 緊急時の知識

- 口述試験

1. 機関知識
2. 電気工学
3. 甲板機械
4. 製図
5. 熱力学
6. 英語
7. 緊急時の知識

- 身体検査

1. 視力、聴力、疾患の有無

内燃機関3級
- 筆記試験

1. 機関知識
2. 電気工学
3. 甲板機械
4. 製図
5. 熱力学
6. 英語
7. 緊急時の知識

- 口述試験

1. 機関知識
2. 電気工学
3. 甲板機械
4. 製図
5. 熱力学
6. 英語
7. 緊急時の知識

- 身体検査

1. 視力、聴力、疾患の有無

内燃機関4級
- 筆記試験

1. 機関知識
2. 電気工学
3. 甲板機械
4. 製図
5. 熱力学
6. 英語
7. 緊急時の知識

- 口述試験

1. 機関知識
2. 電気工学
3. 甲板機械
4. 製図
5. 熱力学
6. 英語
7. 緊急時の知識

- 身体検査

1. 視力、聴力、疾患の有無

内燃機関5級
- 筆記試験

1. 機関知識
2. 電気工学
3. 甲板機械
4. 製図
5. 熱力学
6. 英語
7. 緊急時の知識

- 口述試験

1. 機関知識
2. 電気工学
3. 甲板機械
4. 製図
5. 熱力学
6. 英語
7. 緊急時の知識

- 身体検査

1. 視力、聴力、疾患の有無

内燃機関6級
- 筆記試験

1. 機関知識
2. 電気工学
3. 甲板機械
4. 製図
5. 熱力学
6. 英語
7. 緊急時の知識

- 口述試験

1. 機関知識
2. 電気工学
3. 甲板機械
4. 製図
5. 熱力学
6. 英語
7. 緊急時の知識

- 身体検査

1. 視力、聴力、疾患の有無

## 備考
- 3級海技士（機関）の海技免状を有し、5年以上船舶に関し、実地の経験を有する者で、技術優秀と認められる者は、中学校職業科2種免許状および高等学校商船科1種免許状を受けることができる。（教育職員免許法施行法第2条20の4）
- 帆船など推進機関を有さない船は、機関部がないので海技士 (機関)は不要である。